# Cjepivo protiv HPV-a
Cjepivo protiv humanog papiloma-virusa jest cjepivo čija je namjena imunosna obrana osobe od zaraze HPV-om. Najrabljenije je cjepivo Gardasil 9, koje se jedino primjenjuje u Hrvatskoj. Njime se učenici cijepe besplatno dvjema dozama, od petog do osmog razreda – međutim mogu se cijepiti svi od devete do 25. godine starosti. Djeca u dobi do i uključivo s četrnaest godina primaju dvije doze u razmaku od šest mjeseci, dok osobe starije od petnaest godina moraju primiti tri doze s razmakom od dva mjeseca između prve i druge doze, zatim četiri mjeseca između druge i treće doze.
Drži se da je cjepivo najučinkovitije kod osoba nezaraženih HPV-om, no istraživanja pokazuju učinkovitost i kod već zaraženih osoba. U jednom ispitivanju s 9000 žena pokazalo se da je cjepivo Gardasil za 38 % smanjilo pojavu prekanceroznih lezija uzrokovanih sojevima koji nisu obuhvaćeni cjepivom.

## Vrste cjepiva
Sva postojeća cjepiva brane od sojeva 16 i 18, koji uzrokuju najviše raka grlića maternice. Takvo je cjepivo Cervarix. Gardasilovo četverovalentno cjepivo umanjuje mogućnost razvoja zaraza sojevima 6, 11, 16 i 18. Najnoviji Gardasil 9 brani od sojeva 6, 11, 16, 18, 31, 33, 45, 52 i 58.

### Prevencija raka
HPV ima 12 sojeva koji uzrokuju rak (31, 33, 35, 39, 45, 51, 52, 56, 58 i 59), a spomenuti sojevi 16 i 18 najveći su uzročnici raka. HPV uzrokuje: skoro 100 % raka grlića maternice, 70 % raka vrata, 90 % raka anusa te 60 % raka spolnog uda.
HPV cjepiva vrlo su učinkovita; Gardasil 9 zaustavlja više od 90 % sojeva raka uzrokovanim HPV-om. Kada se u SAD-u cjepivo počelo primjenjivati, broj oboljelih od raka uzrokovanog HPV-om u dobi od 15 do 24 godine znatno je pala, od 1163 na 1 000 000 stanovnika (2002. – 2006.) do 428 na 1 000 000 stanovnika (2015. – 2019.). Istodobno, odlični rezultati pronađeni su u drugim zemljama, npr. u Škotskoj, gdje su žene cijepljene bivalentnim cjepivom Cervarix imale 2,5 puta manju stopu raka grlića maternice (3,2 na 100 000 ljudi) naspram necijepljenim ženama (8,4 na 100 000)